# Nanolestes
Nanolestes is een geslacht van uitgestorven zoogdieren binnen de orde Amphitheriida uit het Laat-Jura van Eurazië.
De geslachtsnaam betekent 'dwergrover'. 
De twee soorten Nanolestes krusati en Nanolestes drescherae zijn bekend van de Alcobaçaformatie in Portugal.
N. krusati is vernoemd naar Georg Krusat die in 1969 het holotype beschreef zonder het te benoemen. Het holotype is PP 29/67, gevonden bij Porto Pinheiro. Het bestaat uit een onderste linkerkies.
N. drescherae is vernoemd naar de preparatrice Ellen Drescher. Het holotype is Gui Mam 1002, een onderste rechterkies.
De derde soort Nanolestes mackennai werd in 2010 beschreven door Thomas Martin, Alexander O. Averianov en Hans-Ulrich Pfretzschner uit de Qigu-formatie uit het Oxfordien van China. De soortaanduiding eert wijlen professor Malcolm Carnegie Mckenna. Het holotype is SGP 2004/4, een bovenste rechterkies.